# AUTOSAR
AUTOSAR (AUTomotive Open System ARchitecture) est un partenariat de développement de l’industrie automobile, créé en 2003. Il développe et établit une architecture logicielle standardisée et ouverte pour les unités de contrôle électronique (ECU) des véhicules, à l’exclusion de l’infodivertissement. Parmi les objectifs visés figurent l’adaptabilité à différentes versions de véhicules et plates-formes, la transférabilité des logiciels, la prise en compte des exigences de disponibilités et de sûreté de fonctionnement, la collaboration entre les différents partenaires, l’utilisation durable des ressources naturelles et la maintenabilité tout au long du « cycle de vie du produit ».

## Histoire
Le partenariat de développement AUTOSAR a été créé en juillet 2003 par BMW, Robert Bosch GmbH, Continental AG, Mercedes-Benz Group AG, Siemens VDO et Volkswagen AG dans le but de développer et d'établir une norme industrielle ouverte pour l'architecture automobile E/E (électrique / électronique). En novembre 2003, Ford Motor Company l'a rejoint en tant que partenaire principal, suivi de Stellantis NV et de Toyota Motor Corporation en décembre, puis de General Motors au mois de novembre suivant. En raison de son rachat par Continental en février 2008, Siemens VDO n'est plus partenaire principal indépendant d'AUTOSAR[réf. nécessaire].

## Concept et objectifs
AUTOSAR fournit un ensemble de spécifications qui décrit les modules logiciels de base, définit les interfaces applicatives et élabore une méthodologie de développement commune reposant sur un format d’échange standardisé. Les modules logiciels de base fournis par l’architecture logicielle en couches d’AUTOSAR sont utilisables dans les véhicules de différents constructeurs et les composants électroniques de différents équipementiers, avec pour effets la réduction des dépenses de recherche & développement et la maîtrise de la complexité croissante des architectures électroniques et logicielles.

## Organisation
Les membres d'AUTOSAR sont répartis en cinq catégories. La contribution des partenaires varie selon le type de partenariat :
- Les « Core Partners » AUTOSAR
- Les « Premium Partners » AUTOSAR
- Les « Associate Partners » AUTOSAR
- Les « Associate Partner Light » AUTOSAR
- Les « Development Partners » AUTOSAR
- Les « Attendees » AUTOSAR
- Les « Subscribers » AUTOSAR

Les Core Partners comprennent les partenaires fondateurs : BMW, Robert Bosch GmbH, Continental AG, Mercedes-Benz Group AG, Ford Motor Company, General Motors Holding LLC,Stellantis NV., Toyota Motor Corporation et Volkswagen AG. Ces sociétés sont responsables de l'organisation, de l'administration et du contrôle du partenariat de développement AUTOSAR. Au sein de ce noyau, le Conseil exécutif définit la stratégie globale et la feuille de route. Le Comité directeur gère les activités courantes non techniques et l'admission des nouveaux partenaires, ainsi que les relations publiques et les questions contractuelles.Le président et le vice-président, nommés pour neuf mois, représentent le Comité directeur à ces fins. Le porte-parole d'AUTOSAR s'occupe de la communication avec le monde extérieur.
Les Premium Partners et Development Partners contribuent aux groupes de travail coordonnés et gérés par l'Équipe chargée des projets, elle-même établie par les Core Partners. Les Associate Partners exploitent les standards publiés par AUTOSAR. Les Attendees participent à des projets de collaboration académiques et non commerciaux.

## Notes et références

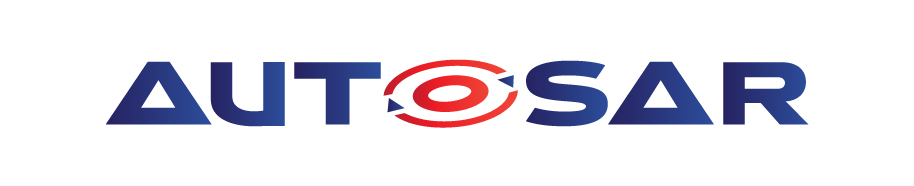
Ancien logo